# 陳萬言 (萬曆進士)
陳萬言（？—1621年），字居一，號弘景，明朝浙江承宣布政使司秀水县（今浙江省嘉興市）人。明末政治人物、篆刻家。

## 生平
陳萬言活动于明代万历至天启年间，他生頴慧，十歲即擬扬子云《續太玄賦》，宿儒见之咋舌。弱冠即中萬曆三十一年（1603年）癸卯科浙江乡试解元，四十七年（1619年）中己未科進士第六名，考选翰林院庶吉士，進士選讀中秘書，性孝友，風骨稜稜有擔當名教之志。為制秇古文詞詩賦俱精思攻苦，剙闢户牖，力主于復還正始。下逮臨池篆籕、奇壬數學，蔑不摳心抉祕，苞絡衆尤。夢碧霞元君賫天符促君，将授翰林院检讨而卒，朝野間有玉折蘭摧之歎。

## 家族
曾祖陳綸。祖父陳郭。父陳繼徵，萬曆丁未進士，為山東益都令，以勤瘁沒于官。

## 著作
工於诗文文章，善于数学，能写篆书、隶书。通篆书籀文，善於篆刻印章，習三橋（文彭）派。刻印以文彭、何震为宗，名声噪於一时。著有《鈃园集》、《文在堂集》、《謙九堂續集》諸集。

## 轶事
传闻其左臂有“进”字。